# Miss Britain III

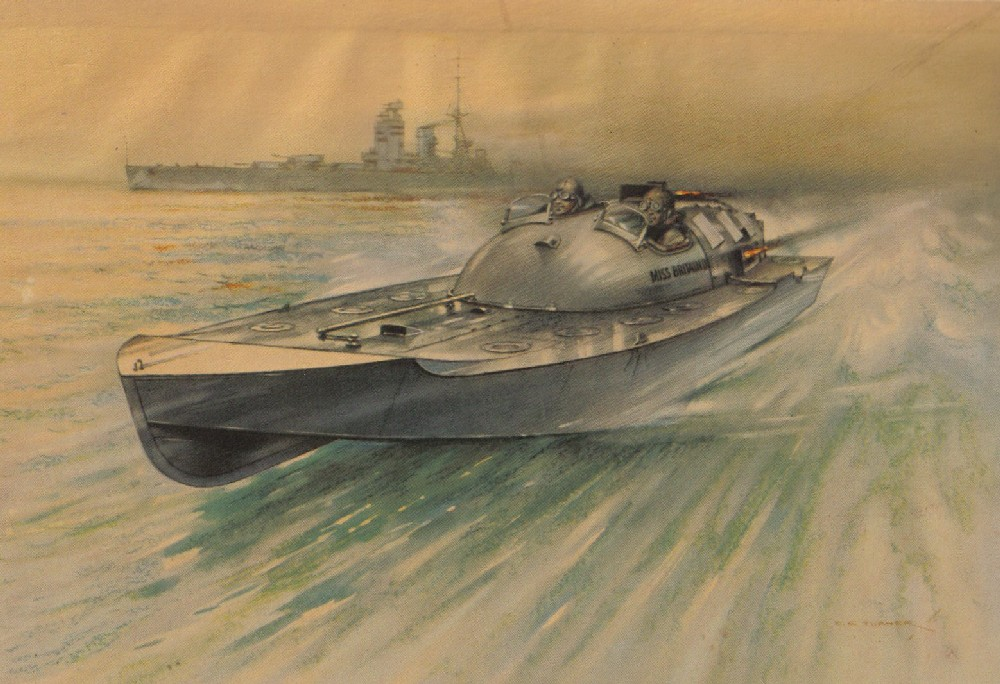
Miss Britain III en Southampton Water

Miss Britain III es una lancha motora de carreras diseñada y construida por Hubert Scott-Paine, un diseñador de aeronaves y barcos británico.

## Historia
Durante 1932, Hubert Scott-Paine, propietario de la British Power Boat Company y conocido como piloto de lanchas rápidas, solicitó a Rolls-Royce un motor Tipo R (de 2500 CV), que había impulsado al hidroavión Supermarine S.6B ganador del Trofeo Schneider de 1931. Estaba planeando un desafío con una embarcación de un solo motor frente a Garfield 'Gar' Wood, titular del Trofeo Harmsworth con su lancha rápida "Miss America X", un monstruo de 38 pies (11,6 metros) con 4 motores que en conjunto desarrollaban una potencia de 7800 caballos. Por entonces no había ningún motor Rolls-Royce R disponible, circunstancia clave para que pudiera lanzarse el reto.
En febrero de 1933, con el éxito de su motor Power-Napier, sobre el que tenía derechos exclusivos, Scott-Paine formalizó su desafío para el Trofeo Harmsworth. En un plazo de menos de diez semanas, había diseñado y construido la "Miss Britain III" en condiciones de gran secreto en sus talleres de Hythe. El resultado fue revolucionario, con largueros de madera reforzada con metal y revestimiento de aluminio, un solo motor de 1350 HP (1006,7 kilovatios) Napier Lion VIID y una longitud de solo 24,5 pies (7,47 metros). La atención al detalle era evidente, con los miles de tornillos avellanados de duraluminio con sus ranuras en línea con el flujo del agua o el aire. George Selman, uno de los principales expertos en hélices del país, diseñó una nueva hélice después de que los diseños existentes demostraron ser insatisfactorios. Las pruebas se llevaron a cabo con gran secreto en horario de madrugada en Southampton Water.

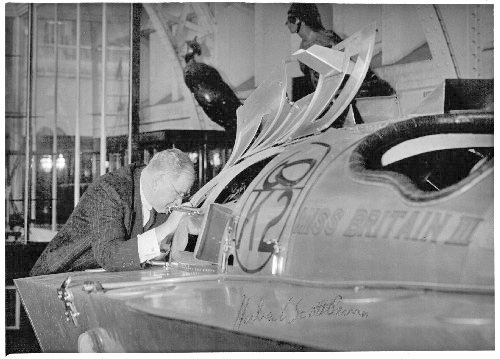
Hubert Scott-Paine tras presentar la Miss Britain III en el Museo Marítimo Nacional en 1951

El equipo navegó a América en agosto de 1933 y el concurso se llevó a cabo en el río St. Clair en Algonac (Míchigan) el 4 de septiembre. La competición entre David y Goliat fue muy disputada, pero Gar Wood logró ganar por un pequeño margen: la velocidad promedio del americano fue de 86,937 mph (139,9 kilómetros por hora), contra 85,789 mph (138,1 kilómetros por hora) del británico. Scott-Paine regresó a Gran Bretaña siendo recibido como un héroe.
Después de un incendio a bordo que se apagó rápidamente, se reparó el bote, y el 16 de noviembre de 1933 se realizó un intento de récord en Southampton Water. Scott-Paine y Gordon Thomas se convirtieron en los primeros hombres en viajar a 100 mph (160,9 kilómetros por hora) en un bote con un solo motor, y este récord se mantuvo durante 50 años.
Miss Britain III fue llevada a Venecia en 1934, donde Scott-Paine ganó tanto la Copa del Príncipe de Piamonte como el Trofeo del Conde Volpi, estableciendo un récord mundial para un barco de un solo motor de 110,1 mph (177,2 kilómetros por hora) en agua salada.
En 1951, Scott-Paine presentó Miss Britain III en el Museo Marítimo Nacional de Londres, donde permanece expuesta.